# NGC 2538
NGC 2538 ist eine Balken-Spiralgalaxie vom Typ SBa im Sternbild Kleiner Hund. Sie ist schätzungsweise 172 Millionen Lichtjahre von der Milchstraße entfernt.
Das Objekt wurde von dem französischen Astronomen Edouard Stephan am 2. Februar 1877 entdeckt.